# Sisyrbe
Sisyrbe rustica és una espècie d'aranya araneomorfa de la subfamília dels erigonins, dins de la família Linyphiidae. És l'únic membre del gènere monotípic Sisyrbe.
Es pot trobar al nord-est dels Estats Units.
Fou descrit per primera vegada per S. C. Bishop i C. R. Crosby l'any 1938,